# Maï-Maï
 (novembre 2013).
Si vous disposez d'ouvrages ou d'articles de référence ou si vous connaissez des sites web de qualité traitant du thème abordé ici, merci de compléter l'article en donnant les références utiles à sa vérifiabilité et en les liant à la section « Notes et références ».
Pour les articles homonymes, voir Maï-Maï (homonymie).
Cet article possède un paronyme, voir Mau Mau.
Les Maï-Maï, ou parfois Mayi-Mayi est un terme général décrivant des groupes armés actifs au cours de la deuxième guerre du Congo en république démocratique du Congo (RDC). La plupart de ces groupes armés se constituèrent pour résister à l'invasion du pays par les forces rwandaises, et des groupes rebelles congolais proches du Rwanda, essentiellement le Rassemblement congolais pour la démocratie (RCD), mais aussi parfois dans un but de brigandage. 

## Description
Bien que les Kivus aient été militarisés de longue date, en particulier parmi les minorités Batembo et Bembes, l'instabilité dans la région amena les habitants à constituer les milices Maï-Maï. Que ce soit en tant que groupes unis ou en tant que groupes individuels, les Maï-Maï ne faisaient pas partie de l'accord de Lusaka en 1999, entérinant officiellement un cessez-le-feu, et restèrent l'une des principales et des plus incontrôlables forces dans le pays. Le manque de coopération de certains groupes Maï-Maï a plusieurs fois hypothéqué le processus de paix dans le pays[réf. nécessaire].
Les groupes repris sous l'appellation « Maï-Maï » incluent des forces armées dirigées par des seigneurs de guerre, des chefs tribaux traditionnels, des chefs de village, et des dirigeants politiques locaux. Parce que les Maï-Maï manquaient de cohésion et de visibilité à l'égard du monde extérieur, les différents groupes se retrouvèrent alliés à divers gouvernements réguliers ou forces armées à différents moments. La majorité des Maï-Maï ont cependant été actifs dans les provinces du Nord-Kivu et du Sud-Kivu, sous contrôle des forces rebelles du Rassemblement congolais pour la Démocratie-Goma (RCD-Goma), proche du Rwanda.
Le terme Maï-Maï provient de Maï ou Maji, qui signifie eau en lingala et en swahili, langue parlée dans cette région. Il fait référence à la révolte Maji Maji intervenue en 1905-1907 au Tanganyika, dont les combattants étaient protégés par les propriétés magiques de l'eau[réf. nécessaire].
Selon les informations publiées, en septembre 2022, par le Bureau conjoint des Nations unies aux droits de l’homme (BCNUDH) de la Mission de l'Organisation des Nations unies pour la stabilisation en république démocratique du Congo (MONUSCO), les groupes armés, y compris les Maï-Maï ont été, au mois de juillet 2022, les principaux responsables de 75% des atteintes documentées dans les territoires affectés par les conflits, une augmentation significative. Un témoin cité, qui avait rejoint un groupe d’autodéfense Maï-Maï, avant d’être recruté par le groupe rebelle M23, et qui, après 4 ans de violences, s’est rendu à la MONUSCO et a intégré le programme de désarmement, démobilisation et réintégration communautaire de la Mission (DDR), à déclaré qu'au sein du groupe d’autodéfense Maï-Maï, « nous luttions pour le contrôle des richesses et de zones avec les autres petits groupes armés dans la localité de Lemera, territoire d’Uvira ». Comme lui, la plupart des ex-combattants affirment au cours des entretiens que leur adhésion aux groupes armés est essentiellement motivée par la pauvreté, le chômage et l’appât du gain, attirés par les fausses promesses financières de chefs des groupes armés.

## Les Maï-Maï dans le Nord et le Sud Kivu
Selon un rapport des Nations unies de 2001, de 20 000 à 30 000 Maï-Maï étaient actifs dans les deux provinces du Kivu. Les deux plus importants groupes du Kivu, aussi considérés comme les mieux organisés, sont dirigés par les généraux Bulenda Padiri et Lwengamia Dunia, et même Yermos Lùkole (Madowa-Madowa)[réf. nécessaire]. Ils reçurent de l'aide du gouvernement régulier de Kinshasa, et sont considérés par les autres groupes comme la tête du mouvement Maï-Maï au Kivu. 

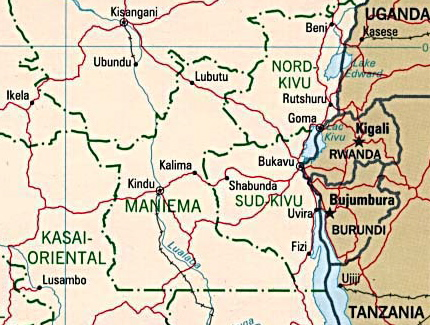
L'est de la RDC

D'autres groupes Maï-Maï plus petits, tels Mudundu 40/Front de Résistance et de Défense du Kivu (FRDKI) et le Mouvement de Lutte contre l'Agression au Zaïre/Forces Unies de Résistance Nationale contre l'Agression de la République démocratique du Congo (MLAZ/FURNAC), furent considérés comme coopérants avec les militaires rwandais et le RCD-Goma.
Walikale et Masisi au nord de Goma furent les centres des activités des Maï-Maï au Nord-Kivu. Au Sud-Kivu, ils se concentraient dans les régions de Walungu et Bunyakiri au sud du lac Kivu, aux environs d'Uvira et Mwenga à l'extrémité septentrionale du lac Tanganyika, ainsi qu'à Fizi, et à Shabunda, entre la frontière rwandaise et Kindu.
Les guerriers Maï-Maï se croient invulnérables aux armes à feu. Ils s'aspergent d'une potion magique censée faire couler les balles sur leur corps comme de l'eau (maï en swahili).
En octobre 2024, Donat Kengwa Omari, considéré comme un chef de la milice Maï-Maï nommée Force populaire de Paix est jugé en RDC pour des crimes contre l'humanité commis entre 2016 et 2021. La milice opérait dans les territoires de Shabunda et Kalehe et affirmait lutter contre les Forces démocratiques de libération du Rwanda (FDLR).

## Les Maï-Maï en dehors du Kivu
Une présence Maï-Maï est aussi à noter au Maniema, en particulier au nord de la province, dans le territoire de Lubutu [réf. nécessaire]. La Province orientale héberge également de nombreux Maï-Maï, mais ces groupes relèvent plutôt de confrontations ethniques anciennes[réf. nécessaire]. Il existait également des groupes dans le nord du Katanga menés par Gédéon Kyungu Mutanga.